# 영양 보충 지원 프로그램

영양 보충 지원 프로그램(Supplemental Nutrition Assistance Program, SNAP, 구 명칭: 푸드 스탬프 프로그램, Food Stamp Program)은 미국에서 저소득층 및 무소득층이 적절한 영양과 건강을 유지할 수 있도록 식품 구매 지원을 제공하는 연방 정부 프로그램이다. 이는 식품영양서비스(FNS) 산하 미국 농무부(USDA)가 관리하는 연방 지원 프로그램이지만, 혜택은 미국 주의 특정 부서(예: 사회복지부, 보건복지부)에 의해 분배된다.
SNAP 혜택은 2018년에 약 4천만 명의 미국인에게 571억 달러의 지출을 제공했다. 2017년 어느 시점에 미국 가구의 약 9.2%가 SNAP 혜택을 받았으며, 전체 아동의 약 16.7%가 SNAP 혜택을 받는 가구에 살고 있다. 대불황으로 인해 수혜자와 비용이 급격하게 증가했으며, 2013년에 정점을 찍고 경제가 회복되면서 2017년까지 감소했다. 이는 FNS가 관리하는 15개 프로그램 중 가장 큰 영양 프로그램이며 저소득층 미국인을 위한 사회 안전망의 핵심 구성 요소이다.
가구가 받는 SNAP 혜택 금액은 가구 규모, 소득, 지출에 따라 다르다. 대부분의 역사 동안 이 프로그램은 1달러(갈색), 5달러(파란색), 10달러(녹색) 상당의 종이로 표시된 "우표" 또는 쿠폰을 다양한 단위의 소책자로 묶어서 개별적으로 찢어서 사용했다. 실제 화폐와 1:1 가치 비율로 인해 쿠폰은 조폐국에서 인쇄되었다. 직사각형 모양은 워터마크가 있는 고급 용지에 인쇄된 음각 인쇄를 포함하여 미국 달러 지폐와 유사했다(크기는 약 절반 정도). 1990년대 후반에 푸드 스탬프 프로그램이 개편되었으며, 일부 주에서는 민간 계약자가 제공하는 전자 혜택 이체(EBT)라고 알려진 특수 직불 카드 시스템을 선호하여 실제 스탬프를 단계적으로 폐지했다. EBT는 2004년 6월부터 모든 주에서 시행되었다. 매달 SNAP 혜택이 해당 가구의 EBT 카드 계좌로 직접 입금된다. 가구는 EBT를 사용하여 슈퍼마켓, 편의점, 특정 농산물 시장을 포함한 기타 식품 소매점에서 식품 구입을 할 수 있다.

## 같이 보기
- 사회안전망